# Necropoli di Longane
La Necropoli di Longane è un sito archeologico risalente al periodo greco classico (periodo che oscilla dal VI al IV secolo a.C.) rinvenuto da Paolo Orsi in contrada Mustaco, nel comune di Rodì Milici.
Successivamente con la ripresa della ricerca archeologica da parte di Domenico Ryolo di Maria e Luigi Bernabò Brea viene riscontrato un insediamento greco in contrada Pirgo, identificato con la città di Longone (Λογγώνη) menzionata da Stefano di Bisanzio (di cui parla Filisto nel libro decimo della sua opera Sikelikà) e Diodoro Siculo. Quest'ultimo rivela che nei pressi della città, sorgeva la roccaforte chiamata Italion che apparteneva alla polis di Catania.
Il torrente Patrì viene identificato da Bernabò Brea con il fiume Longano, celebre teatro di battaglia tra Ierone II e i Mamertini di Messina,nel 269 a.C. Fiume che probabilmente diede il nome alla città.
L'archeologia conferma la presenza di una fiorente città sicula ellenizzata battente moneta propria: oltre alla monetazione con la scritta ΛΟΓΓΑΝΑΙΟΝ (di Longane), è stato ritrovato un caduceo in bronzo, custodito presso il British Museum di Londra.
Del centro abitato sono riscontrabili due distinte acropoli: una sul monte Cocuzza, con una roccaforte a tecnica megalitica, e una sul Monte Ciappa, costituita da mura con blocchi di calcare squadrati, e torri quadrangolari.